# World Invitation Tournament 1975
Das World Invitation Tournament 1975 als inoffizielle Weltmeisterschaft im Badminton fand vom 4. bis zum 7. September 1975 in Kuala Lumpur statt. Es war die dritte Auflage des Turniers in Asien.

## Sieger und Platzierte
| Disziplin    | Gold                            | Silber                            | Bronze                               |
| ------------ | ------------------------------- | --------------------------------- | ------------------------------------ |
| Herreneinzel | Liem Swie King                  | Flemming Delfs                    | James Selvaraj                       |
| Herreneinzel | Liem Swie King                  | Flemming Delfs                    | Svend Pri                            |
| Dameneinzel  | Hiroe Yuki                      | Tati Sumirah                      | Margaret Beck                        |
| Dameneinzel  | Hiroe Yuki                      | Tati Sumirah                      | Gillian Gilks                        |
| Herrendoppel | Tjun Tjun Johan Wahjudi         | Ade Chandra Christian Hadinata    | Pichai Kongsirithavorn Bandid Jaiyen |
| Herrendoppel | Tjun Tjun Johan Wahjudi         | Ade Chandra Christian Hadinata    | Ippei Kojima Shoichi Toganoo         |
| Damendoppel  | Margaret Beck Gillian Gilks     | Theresia Widiastuti Imelda Wiguna | Joke van Beusekom Marjan Luesken     |
| Damendoppel  | Margaret Beck Gillian Gilks     | Theresia Widiastuti Imelda Wiguna | Hiroe Yuki Etsuko Takenaka           |
| Mixed        | Christian Hadinata Regina Masli | Elo Hansen Sylvia Ng              | Klaus Kaagaard Joke van Beusekom     |
| Mixed        | Christian Hadinata Regina Masli | Elo Hansen Sylvia Ng              | Derek Talbot Gillian Gilks           |

## Finalresultate
| Disziplin    | Sieger                          | Finalist                          | Ergebnis     |
| ------------ | ------------------------------- | --------------------------------- | ------------ |
| Herreneinzel | Liem Swie King                  | Flemming Delfs                    | 15–4, 15–13  |
| Dameneinzel  | Hiroe Yuki                      | Tati Sumirah                      | 11–8, 11–7   |
| Herrendoppel | Tjun Tjun Johan Wahjudi         | Ade Chandra Christian Hadinata    | 15–12, 15–11 |
| Damendoppel  | Margaret Beck Gillian Gilks     | Theresia Widiastuti Imelda Wiguna | 15–6, 15–3   |
| Mixed        | Christian Hadinata Regina Masli | Elo Hansen Sylvia Ng              | 15–7, 15–5   |